# Teterew (stacja kolejowa)
Teterew (ukr. Тетерів) – stacja kolejowa w miejscowości Piskiwka, w rejonie buczańskim, w obwodzie kijowskim, na Ukrainie. Położona jest na linii Kijów – Korosteń – Kowel. Nazwa pochodzi od pobliskiej rzeki Teterew.

## Historia
Stacja powstała w czasach carskich na linii Kijów – Kowel pomiędzy stacjami Trubieckaja i Irsza.
W dniach 27–28 kwietnia 1920 na stacji toczyły się walki w ramach bitwy pod Malinem, w czasie wojny polsko-bolszewickiej.

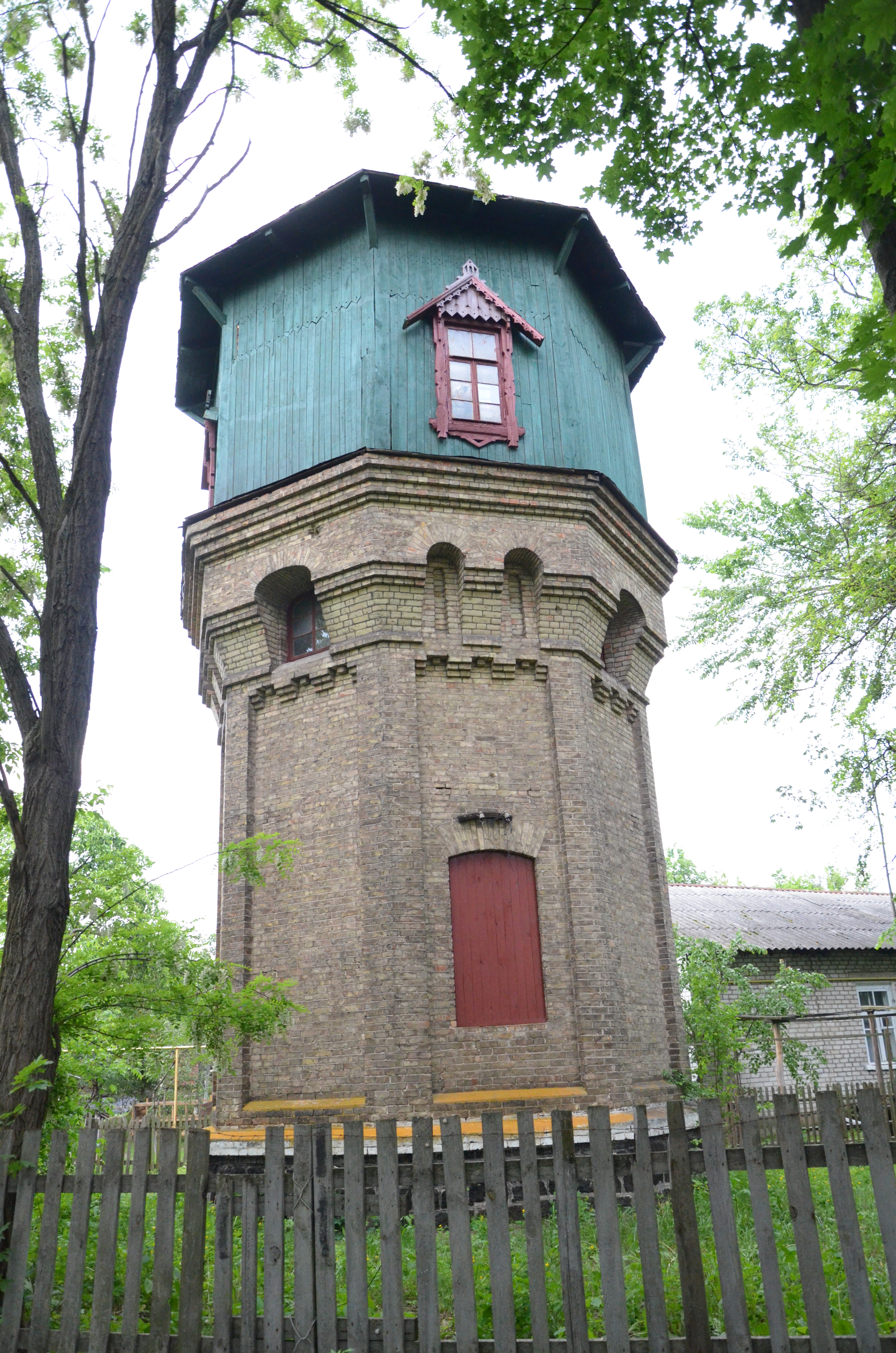
wieża wodna